# ハントンライス

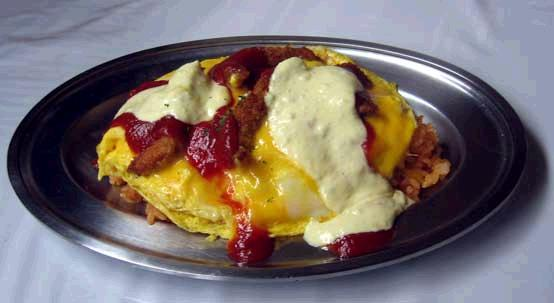
ハントンライスの例

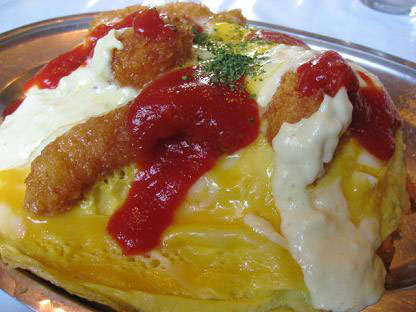
エビフライが乗ったハントンライス

ハントンライスは、石川県金沢市の郷土料理である。洋食の一種として知られている。2015年の北陸新幹線開業とご当地グルメの流行によって、日本全国に知名度を上げつつある。ハントン風ライスとも呼ばれる。

## 特徴
ケチャップで味付けしたバターライスをオムライス状に薄焼き卵で包み、白身魚のフライをトッピングし、ケチャップソースとタルタルソースをかける。金沢カレーと同様に光沢のある銀色の平皿で提供されるのが、オーソドックスなスタイルである。
バリエーション
- ライスがチキンライス、洋風焼き飯になる。
- トッピングにエビフライ、トンカツ、カキフライが加わる。
- 卵がとろとろ半熟、スクランブルエッグになることもある。
- ケチャップソースに代えてデミグラスソースを用いる。

## 誕生までのいきさつ
金沢市内のデパート・大和のレストランで従業員用の賄い料理として当時の料理長が、限られた休み時間で料理もご飯も全部一皿で食べられるよう考案した料理が原型である。この料理長は後に独立し、1957年（昭和32年）には「グリルオーツカ」を開業するが、このときにはハントンライスは提供していない。
大和のレストランで働いていた別の料理人が、1967年（昭和42年）に独立開業した際に、「何か名物的なものがあったほうが良い」と賄い料理だったものに「ハントンライス」と名付けて提供した。
1970年（昭和45年）にパン屋「ジャーマンベーカリー」が金沢市片町にレストラン「ジャーマンベーカリーグリル」を出店するにあたって、当時の料理長・北川外二が東京の定食屋で目にした料理を再現したものが発祥とする説もある。

## 名前の意味・由来
一般的には、「ハンガリーのハンと、フランス語でマグロを意味するトン（thon）をあわせた造語である」と言われている。ハンガリーに似た料理があることから「ハン」と名付けられたと言われることもあるが、ハンガリーに該当する料理はない。